# Zandstraat (Terneuzen)
Zandstraat ist ein kleines Dorf in der niederländischen Provinz Zeeland. Sie ist Teil der Gemeinde Terneuzen. Das etwa einen Kilometer lange Straßendorf hatte im Jahre 2007 348 Einwohner. Die Hauptstraße des Dorfes heißt Zandstraat.